# Jean Leroy
Pour les articles homonymes, voir Leroy et Jean Leroy (homonymie).
Jean Leroy, né le 31 mars 1887 à Charmois-l'Orgueilleux (Vosges) et mort le 10 août 1978 à Golbey (Vosges), est un homme politique français et une figure du monde des anciens combattants vosgiens. Ce catholique de gauche est notamment député des Vosges de 1936 à 1940.

## Biographie
Jean Henri Marie Léon Leroy est issu d'une famille d'agriculteurs du village vosgien de Saucenot (commune de Harol). Orphelin à neuf ans, il est élevé par sa grand-mère maternelle, très pieuse. Il est envoyé au séminaire de Saint-Dié. Il découvre à 14 ans un mouvement catholique, le Sillon de Marc Sangnier, et milite à partir de 1905 au Sillon lorrain. Il participe ensuite à la fondation de la Ligue de la jeune République, fondée par Sangnier en 1912, et devient un confident de ce dernier.
Agriculteur, il exploite une petite ferme de 25 hectares à Harol.
Mobilisé en 1914 en tant qu'officier subalterne, il est durant la Première Guerre mondiale quatre fois cité et deux fois blessé, notamment à Soyécourt dans la Somme. Il est soigné par une infirmière qu'il épouse le 19 juin 1917, Marguerite Gaume. Il obtient la croix de chevalier de la Légion d'honneur en 1920, à titre militaire.
Cet ancien combattant accède en novembre 1928 à la présidence de l'Union vosgienne des associations indépendantes des mutilés et anciens combattants (UV). Fondée en mars 1927 en réaction à la candidature commune  à une élection législative partielle de Marcel Arnould, président de la Fédération vosgienne des anciens combattants (FV) et d'André Barbier, en 1926, elle refuse l'engagement politique et notamment électoral des anciens combattants et n'est affiliée à aucune des grandes fédérations nationales d'anciens combattants. Leroy était membre de la commission exécutive de l'Union dès l'origine, en tant que représentant de la section de la FV de Charmois-l'Orgueilleux, et l'un des deux vice-présidents de l'Union en juin 1928,. Au lendemain de l'émeute parisienne du 6 février 1934 à laquelle ont pris part des anciens combattants et qui divise les AC, Leroy dénonce les chefs de l'Action française qui ont pris l'affaire Stavisky comme prétexte pour lancer un appel à la violence. Il démissionne de la présidence de l'UV au début de l'année 1936, à la veille des élections législatives, et est remplacé par André Maurice, de Xertigny. Devenu président d'honneur de l'UV, il participe à ses congrès, en 1936 et 1937, aux côtés de ministres du Front populaire.
Il est élu conseiller municipal de Harol en 1925 et il se présente comme candidat aux élections législatives de 1936 à Mirecourt. Candidat du Parti de la Jeune République qui rassemble les catholiques de gauche, il bénéficie de l'appui du député radical-socialiste Marc Rucart. Il bat au second tour le député sortant Louis Guillon, du Parti républicain agraire et social, soutenu par la presse de droite, grâce au bon report des voix de la gauche, dans le contexte du Front populaire, et devient ainsi député le 3 mai 1936,. Il adhère alors au groupe progressiste de la Gauche indépendante. Il est élu secrétaire de la Chambre des députés en 1939 et 1940.
Quoique résolument pacifiste, il se rend deux fois à Madrid durant la guerre d'Espagne et en revient convaincu qu'il faut secourir les républicains. Ce catholique de gauche cosigne en 1937 une pétition « pour le peuple basque » à la suite du bombardement de Guernica, aux côtés d'intellectuels catholiques comme François Mauriac, Emmanuel Mounier ou Jacques Maritain,,. Il reconnait l'existence de ce qu'il nomme les « excès antireligieux » commis par les anarchistes espagnols en 1936 mais affirme en 1939 que les églises incendiées sont surtout la conséquence des « bombardements fascistes ». Il enquête ensuite sur les fortifications en Tunisie. Il est alors un pacifiste convaincu et un homme de gauche anti-hitlérien, acceptant malgré leurs imperfections les accords de Munich en 1938. Il dénonce l'annexion du reste de la Tchécoslovaquie en 1939 ainsi que l'agression italienne en Albanie[réf. souhaitée].
Face au basculement du Front populaire, il soutient le gouvernement dirigé par le radical-socialiste Camille Chautemps en 1937 et espère que le Parti radical restera fidèle à l'esprit du Front populaire. Il vote pour le nouveau président du conseil Édouard Daladier, radical-socialiste, en 1938 avant de s'en éloigner après Munich et la répression contre la grève générale du 30 novembre 1938, votant contre le gouvernement le 10 décembre. Il est alors fortement attaqué par les députés de droite des Vosges, l'assimilant à un communiste et un stalinien. Leroy et son parti critiquent le recours aux décrets-lois par le gouvernement Daladier.
Il appuie la candidature d'un autre membre de la Jeune République à une élection législative partielle à Remiremont en mai 1939, le docteur André Jacquot, contre le candidat des droites, Marcel Deschaseaux, vainqueur au second tour.
Non-mobilisable en 1939 car parlementaire, il fait la demande d'une affectation au front comme chef d'escadron et devient commandant d'étape dans la réserve, il est fait prisonnier par les Allemands durant l'évacuation du Doubs, ce qui l'empêche de prendre part au vote des pleins pouvoirs au maréchal Pétain le 10 juillet 1940. Il est libéré en mai 1941 en tant qu'ancien combattant. Il reste officiellement député jusqu'au 31 mai 1942, à la suite d'un décret de juillet 1939 qui proroge le mandat des députés jusqu'à cette date.
Il entre en contact avec les résistants vosgiens, aidant les réfractaires au STO, notamment son fils, qui prend le maquis[réf. souhaitée]. À la Libération, il refuse un poste de préfet proposé par le ministre de l'intérieur et milite à nouveau à la Jeune République,.
Il participe au 21e congrès de ce parti, en septembre 1945 et se présente aux cantonales le même mois, à Bruyères, mais il est battu dès le premier tour. En octobre 1945, il figure à la deuxième place sur une liste comprenant des membres de la Jeune République et des radicaux, à l'élection législative constituante mais aucun candidat de cette liste n'est élu,.
Il participe à la relance de la Jeune République en 1959. Ce petit parti s'oppose à la Ve République gaullienne. Vice-président du parti en juin 1963, il le préside de novembre 1963 à 1974.
En parallèle, il milite encore dans l'univers des anciens combattants : il préside de 1953 à 1964 l'Union française des associations de combattants et de victimes de guerre (UFAC) des Vosges. L'UFAC, fondée en 1945, est une confédération rassemblant les grandes fédérations d'anciens combattants, seule habilitée par l’État pour intervenir auprès des pouvoirs et administrations publics.
Il meurt le 10 août 1978 à Golbey (Vosges).

## Décorations
- Officier de la Légion d'honneur (1939)[33]
- Chevalier de la Légion d'honneur (1920)